# پلنت مون استودیوز
پلنت مون استودیوز (انگلیسی: Planet Moon Studios) شرکت بازی ویدئویی آمریکایی است، که در سال ۱۹۹۷ تأسیس شد.